# ماستیف

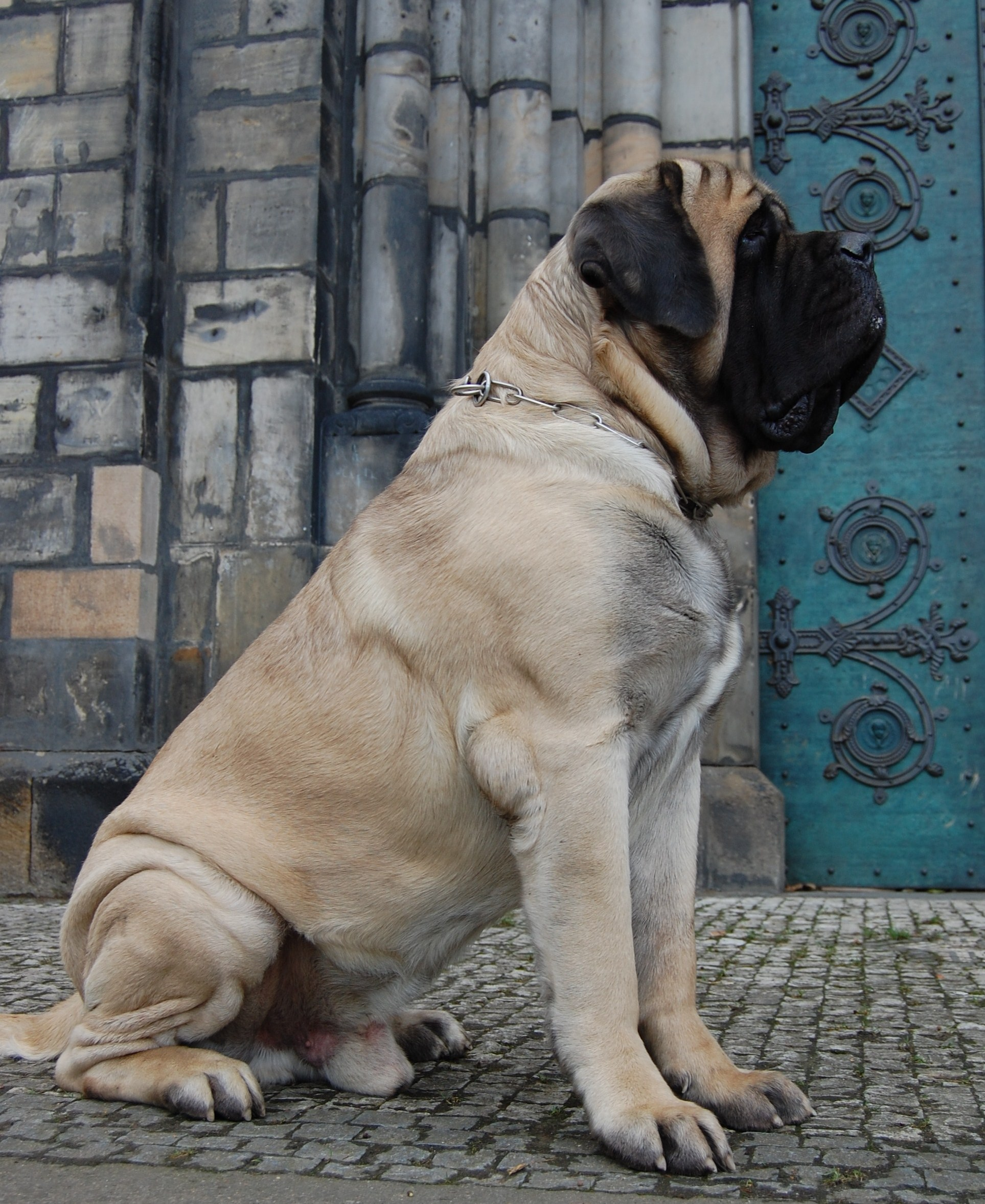
ماستیف (MASTIFF)

ماستیف (به انگلیسی: Mastiff) از انواع سگ‌های نگهبان به‌شمار می‌رود. منشا این سگ کشور انگلستان است. از نظر ویژگی‌های ظاهری دارای مویی کوتاه و بدنی قوی و عضلانی و سنگین است. با وجود این به عنوان سگ نگهبان و سگ ورزشی مناسب است. سر این حیوان عریض و چند ضلعی بوده، پوزه کوتاه است. گوش‌ها کوچک و آویزان است اما نباید گوش‌های آن‌ها را قطع کرد. دم این سگ بلند است. این سگ به ورزش و تحرک زیادی نیاز دارد. این سگ‌ها دارای رنگ‌های زرد، نقره‌ای و حنایی است اما در تمام موارد پوزه، گوش‌ها و بینی سیاه است. ارتفاع سگ نر ۷۵ سانتی‌متر و وزن آن ۷۵ تا ۱۱۰ کیلوگرم است.